# Beeckestijn (barco)
El Beeckestijn era un barco de esclavos holandés del siglo XVIII que trabajaba en Ámsterdam. El grabador Hendrik de Leth la representa frente a los almacenes de la Compañía Holandesa de las Indias Occidentales en el muelle de Prins Hendrikkade.

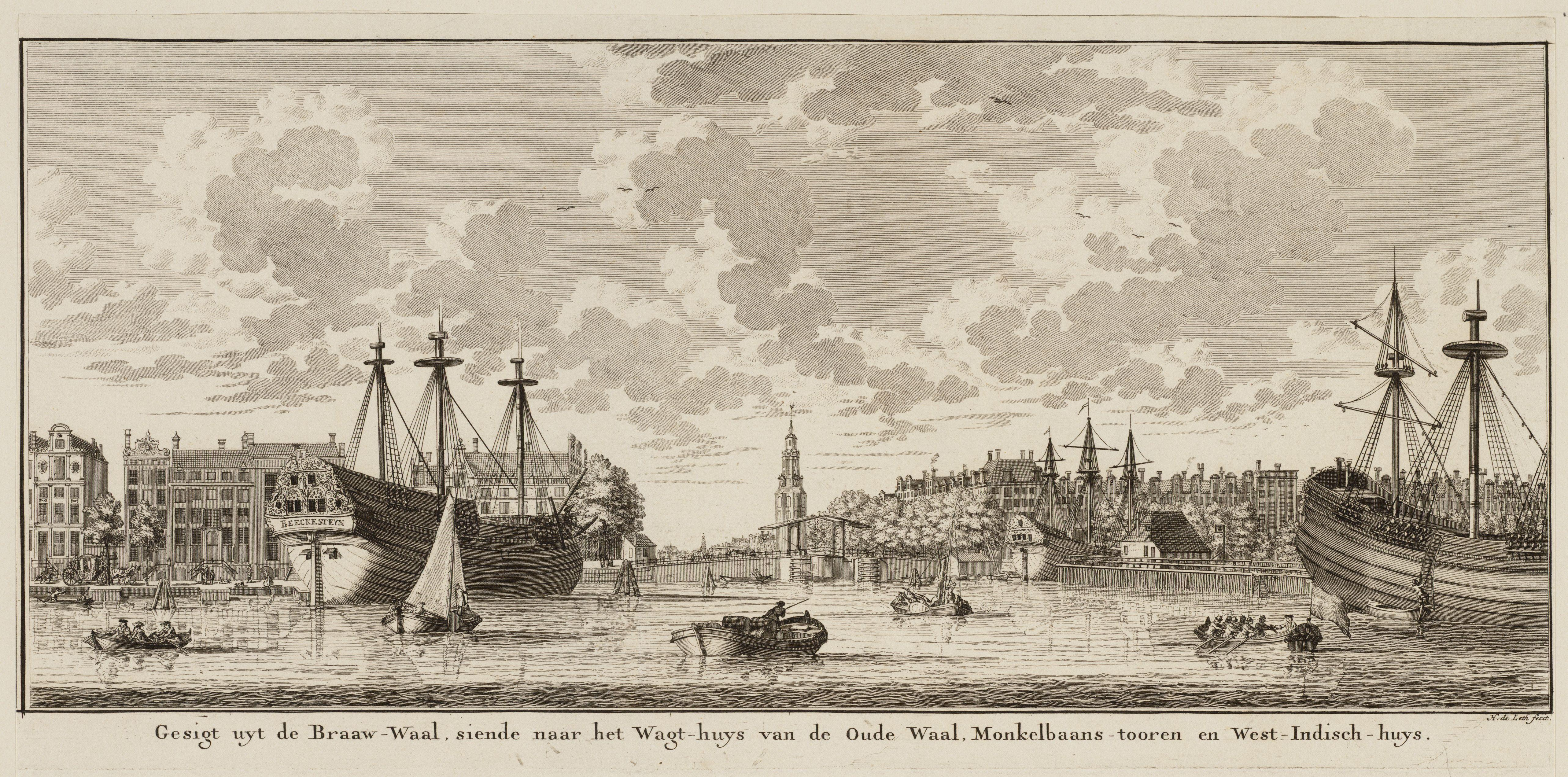
Grabado del barco a la izquierda de la imagen.

## Historia
El Beeckestijn era propiedad de la Compañía Holandesa de las Indias Occidentales. Hizo siete viajes transportando esclavos desde la costa occidental africana a Surinam en América del Sur y San Eustaquio en el Caribe entre 1722 y 1736. Se transportaron 4600 africanos esclavizados, de los cuales al menos mil murieron durante el viaje; en algunos viajes, la tasa de mortalidad llegaba a un tercio.
El viaje inaugural de Beeckestijn, bajo el mando del capitán Dirk de Wolf, salió del puerto holandés de Texel el 19 de febrero de 1721, tenía una tripulación de 63 personas y estaba montada con 26 cañones.
El grabado del Beeckestijn que se muestra arriba, la única impresión conocida del siglo XVIII de un barco de la Compañía Holandesa de las Indias Occidentales, era bien conocido, pero fue solo con el descubrimiento fortuito de documentos por parte del historiador Mark Ponte que el barco se vinculó con la trata de esclavos. .
La esclavitud fue finalmente abolida en Surinam en 1873.